# جان مک‌دونالد
جان مک‌دونالد (انگلیسی: John S. MacDonald; ۱ ژانویهٔ ۱۹۳۶ – ۲۶ دسامبر ۲۰۱۹) کارآفرین اهل کانادا بود، که در سال ۱۹۶۹ شرکت مکسار را تأسیس کرد.